# Serghei Abramov
Serghei Abramov (5 de julio de 2001) es un deportista moldavo que compite en remo. Ganó una medalla de bronce en el Campeonato Europeo de Remo de 2021, en la prueba de dos sin timonel ligero.

## Palmarés internacional
| Campeonato Europeo | Campeonato Europeo | Campeonato Europeo | Campeonato Europeo     |
| Año                | Lugar              | Medalla            | Prueba                 |
| ------------------ | ------------------ | ------------------ | ---------------------- |
| 2021               | Varese (Italia)    | Medalla de bronce  | Dos sin timonel ligero |